# Inkhundla iNingizimu Manzini
L'Inkhundla iNingizimu Manzini è uno dei sedici tinkhundla del distretto di Manzini, nell'eSwatini.

## Geografia antropica

### Suddivisioni amministrative
L'Inkhundla è suddiviso nei 4 seguenti imiphakatsi: Lwandle, Mjingo, Moneni, Zakhele.